# Campionati asiatici di lotta 2018
I Campionati asiatici di lotta 2018 sono stati la 31ª edizione della manifestazione continentale organizzata dalla FILA. Si sono svolti dal 27 febbraio al 4 marzo 2018 a Biškek, in Kirghizistan.

## Medagliere
| Pos.   | Paese          | Oro | Argento | Bronzo | Totale |
| ------ | -------------- | --- | ------- | ------ | ------ |
| 1      | Cina           | 7   | 1       | 6      | 14     |
| 2      | Iran           | 6   | 2       | 2      | 10     |
| 3      | Uzbekistan     | 5   | 5       | 6      | 16     |
| 4      | Kazakistan     | 4   | 3       | 10     | 17     |
| 5      | Giappone       | 2   | 7       | 8      | 17     |
| 6      | Kirghizistan   | 2   | 3       | 6      | 11     |
| 7      | Corea del Nord | 2   | 1       | 0      | 3      |
| 8      | Mongolia       | 1   | 5       | 6      | 12     |
| 9      | India          | 1   | 1       | 6      | 8      |
| 10     | Corea del Sud  | 0   | 2       | 6      | 9      |
| 11     | Qatar          | 0   | 1       | 0      | 1      |
| 12     | Turkmenistan   | 0   | 0       | 1      | 1      |
| Totale | Totale         | 30  | 30      | 58     | 118    |

## Podi

### Lotta libera maschile
| Evento        | Oro                     | Argento                  | Bronzo                                 |
| fino a 57 kg  | Kang Kum-song           | Makhmudjon Shavkatov     | Zhandos Ismailov Toshihiro Hasegawa    |
| fino a 61 kg  | Nurislam Sanayev        | Kazuya Koyanagi          | Abbos Rakhmonov Ulukbek Zholdoshbekov  |
| fino a 65 kg  | Daulet Niyazbekov       | Daichi Takatani          | Bajrang Punia Temurjon Usmonohunov     |
| fino a 70 kg  | Ikhtiyor Navruzov       | Lee Seung-bong           | Vinod Kumar Omprakash Meirzhan Ashirov |
| fino a 74 kg  | Muslim Evloev           | Ganzorigiin Mandakhnaran | Daniyar Kaisanov Mostafa Hosseinkhani  |
| fino a 79 kg  | Ezzatollah Akbari       | Rashid Kurbanov          | Ganboldyn Turbold Tsubasa Asai         |
| fino a 86 kg  | Hassan Yazdani          | Orgodolyn Üitümen        | Azamat Dauletbekov Bi Shengfeng        |
| fino a 92 kg  | Mohammad Javad Ebrahimi | Adilet Davlumbayev       | Lin Zushen Azizbek Soliev              |
| fino a 97 kg  | Magomed Ibragimov       | Mojtaba Goleij           | Kim Jae-gang Takeshi Yamaguchi         |
| fino a 125 kg | Davit Modzmanashvili    | Giorgi Sakandelidze      | Amin Taheri Natsagsürengiin Zolboo     |

### Lotta greco-romana maschile
| Evento        | Oro                                    | Argento                | Bronzo                                  |
| fino a 55 kg  | Shota Tanokura                         | Zholaman Sharshenbekov | Rajender Kumar Khorlan Zhakansha        |
| fino a 60 kg  | Shinobu Ōta                            | Ri Se Ung              | Kanybek Zholchubekov Islomjon Bakhramov |
| fino a 63 kg  | Elmurat Tasmuradov                     | Urmatbek Amatov        | Mirambek Ainagulov Jung Do-kyung        |
| fino a 67 kg  | Almat Kebispayev                       | Tsuchika Shimoyamada   | Mirzobek Rakhmatov Gaoquan Zhang        |
| fino a 72 kg  | Akzhol Makhmudov                       | Demeu Zhadrayev        | Aram Vardanyan Tomohiro Inoue           |
| fino a 77 kg  | Yang Bin                               | Mohammad Ali Geraei    | Şermet Permanow Maxat Yerezhepov        |
| fino a 82 kg  | Askhat Dilmukhamedov                   | Atabek Azisbekov       | Kim Jinhyeok Harpreet Singh             |
| fino a 87 kg  | Hossein Nouri                          | Masato Sumi            | Peng Fei Azat Beishebekov               |
| fino a 97 kg  | Seyed Mostafa Seyedghanbar Salehizadeh | Rustam Assakalov       | Yerulan Iskakov Uzur Dzhuzupbekov       |
| fino a 130 kg | Behnam Mehdizadeh                      | Muminjon Abdullaev     | Murat Ramonov Nie Xiaoming              |

### Lotta libera femminile
| Evento       | Oro                 | Argento                 | Bronzo                               |
| fino a 50 kg | Lei Chun            | Vinesh Vinesh           | Narangerel Erdenesukh Yuuki Irie     |
| fino a 53 kg | Pak Yong-mi         | Erdenechimegiin Sumiyaa | Zhuldyz Eshimova Yu Miyahara         |
| fino a 55 kg | Saki Igarashi       | Oh Hyemin               | Luo Lannuan Davaachimeg Erkhembayar  |
| fino a 57 kg | Pei Xingru          | Sara Natami             | Altantsetseg Battsetseg Kim Yeseul   |
| fino a 59 kg | Rong Ningning       | Nabira Esenbaeva        | Sangeeta Sangeeta Shoovdor Baatarjav |
| fino a 62 kg | Pürevdorjiin Orkhon | Xiaojuan Luo            | Sakshi Malik Yurika Ito              |
| fino a 65 kg | Kaur Navjot         | Miyu Imai               | Lee Hanbit                           |
| fino a 68 kg | Feng Zhou           | Tumentsetseg Sharkhuu   | Irina Kazyulina Meerim Zhumanazarova |
| fino a 72 kg | Han Yue             | Ochirbatyn Nasanburmaa  | Masako Furuichi                      |
| fino a 76 kg | Zhou Qian           | Hiroe Minagawa Suzuki   | Elmira Syzdykova Hwang Eunju         |